# Linia kolejowa Vsetín – Velké Karlovice
Linia kolejowa Vsetín – Velké Karlovice – linia kolejowa w Czechach biegnąca przez kraj zliński, od Vsetína do Velkych Karlovic.